# Mississippi County, Arkansas
Mississippi County är ett administrativt område i delstaten Arkansas, USA. År 2010 hade countyt 46 480 invånare (2010). De administrativa huvudorterna (county seat) är Blytheville och Osceola. 

## Geografi
Enligt United States Census Bureau har countyt en total area på 2 382 km². 2 326 km² av den arean är land och 56 km² är vatten. 

### Angränsande countyn
- Dunklin County, Missouri - nordväst
- Pemiscot County, Missouri - nord
- Dyer County, Tennessee - nordöst
- Lauderdale County, Tennessee - öst
- Tipton County, Tennessee - sydöst
- Crittenden County - syd
- Poinsett County - sydväst
- Craighead County - väst